# Fay-lès-Marcilly
Fay-lès-Marcilly é uma comuna francesa na região administrativa de Grande Leste, no departamento de Aube. Estende-se por uma área de 5,76 km². Em 2010 a comuna tinha 91 habitantes (densidade: 15,8 hab./km²).